# Castello di Montrottier
Il castello di Montrottier (in francese château de Montrottier) è un'antica casaforte del XIII secolo rimodellata diverse volte e poi restaurata nel XIX secolo situata nel comune di Lovagny nel dipartimento dell'Alta Savoia nella regione francese Alvernia-Rodano-Alpi, a una dozzina di chilometri a ovest di Annecy nelle vicinanze delle gole del Fier.

## Storia
Il sito sarebbe stato probabilmente occupato da una struttura difensiva già all'epoca romana o tardo-antica.
I corpi del castello furono quindi edificati tra il XIII e il XV secolo, con delle aggiunte del XIX e del XX secolo.
Nel 1263, la famiglia Montrottier è citata in un atto firmato a Lovagny. Questa famiglia gestiva il castello per conto dei conti di Ginevra o dei signori di Pontverre.